# José López Lira
José López Lira (* 1892 in Salamanca/Guanajuato; † 1965) war ein mexikanischer Jurist und PRI-Politiker, unter anderem auch kurzzeitig Rektor der Universidad Nacional Autónoma de México (UNAM).
López studierte Rechtswissenschaften am Colegio del Estado de Guanajuato und war Teilnehmer an der mexikanischen Revolution. Später hatte er verschiedene politische Ämter inne. Er war Regierungssekretär der Bundesstaaten Guanajuato und Tlaxcala, Unterbarrister der Staatsregierung, Magistrat am Gerichtshof der Bundesdistrikte und -territorien, Bundesrichter am Suprema Corte de Justicia de la Nación, Generalsekretär und vom 2. August bis 4. September 1929 dann Rektor der UNAM, und zuletzt Secretario de Bienes Nacionales e Inspección Administrativa in der Regierung Ruiz Cortines von 1952 bis 1958.